# 韓国系フィリピン人
韓国系フィリピン人（かんこくけいフィリピンじん）は、 Koreans in the Philippines)はフィリピンに住んでいる朝鮮民族で、東南アジアで最大、世界で九番目に大きい韓人在外同胞社会を形成している。 2013年の大韓民国外交通商部の統計によると、人口は88,102人で、2009年に比べて31%が減少した。

## 移民の歴史
フィリピンに朝鮮民族が入って来たのは、新羅と号していた8世紀からである。しかし、19世紀ごろまではあまり多くは流入していない。